# Paecilaema sigillatum
Paecilaema sigillatum is een hooiwagen uit de familie Cosmetidae.